# Ка-25
Ка-25 (по кодификации НАТО: Hormone — «Гормон») — советский корабельный многоцелевой вертолёт, созданный в начале 60-х годов XX века в ОКБ-938 ГКАТ СССР под руководством главного конструктора Николая Ильича Камова. 
Вертолёт широко эксплуатировался в частях корабельной авиации ВМФ СССР до конца 80-х годов и был окончательно снят с вооружения в 90-х. Несколько вертолётов спасательного варианта эксплуатировались в частях морской авиации погранвойск КГБ СССР. 
Вертолёт ограниченно поставлялся на экспорт в дружественные СССР страны «народной демократии».

## История создания
Интенсивное развитие подводных сил в США и начало серийного строительства ПЛ с атомными энергетическими установками, создание новых самонаводящихся торпед и ракетно-ядерного оружия значительно повысило боевые возможности подводных сил вероятного противника СССР. Возникла серьёзнейшая проблема, требовавшая скорейшего государственного решения.
Так как конструкторское бюро под руководством Н. И. Камова много лет работало для ВМФ и имело определённый опыт по создаю вертолётов морского назначения, то ещё в феврале 1958 года вышло постановление Правительства СССР о создании в ОКБ-938 нового корабельного вертолёта под индексом «изделие Д». Ведущим конструктором по вертолёту был назначен Ю. А. Лазаренко.
В 1958-1960 гг. филиалом 30-го центрального НИИ МО была проведена комплексная научно-исследовательская работа под кодовым наименованием «Вяз», в результате которой была детально проработана концепция противолодочной обороны СССР. Так, авиационная составляющая ПЛО предусматривала оборону в прибрежной зоне амфибийными вертолётами берегового базирования (будущие вертолёты Ми-14), в ближней морской зоне — самолёты типа Бе-12, в дальней морской зоне — самолёты Ил-38 и в океанской зоне — корабельные вертолёты ПЛО на кораблях группового и одиночного базирования.
Одновременно, в соответствии с постановлением Совета министров СССР от декабря 1958 года, в Ленинградском ЦКБ-17  было начато проектирование корабля-вертолётоносца ПЛО дальней зоны (с 1965 г. – противолодочного крейсера). Крейсер противолодочной обороны проекта 1123 «Кондор», техпроект был утвержден в январе 1962 года. Главный конструктор по пр. 1123 —  А. С. Савичев, 1-й зам ГК — Л.В. Белов.
Ещё ранее, в соответствии с ПСМ № 207-100 от 20.02.1956 г. по приказу № 544с от 15.10.1956 года серийное КБ Омского моторостроительного завода № 29 было преобразовано в ГС ОКБ-29, специально для разработки нового ГТД проектировавшегося корабельного вертолёта. В ноябре 1956 года была начата разработка силовой установки вертолета из двух газотурбинных двигателей ГТД-3 и главного редуктора РВ-3. В двигателе были использованы оригинальные конструкторские решения (осецентробежный компрессор, вращающиеся форсунки), ранее не применявшиеся в отечественном двигателестроении. По результатам проведённых в 1960 году испытаний была создана форсированная силовая установка вертолёта с двигателями ГТД-3Ф мощностью по 900 л.с. и редуктором РВ-3Ф (1964 год).
Тактико-технические требования на бортовую аппаратуру перспективного вертолёта ПЛО были уточнены в НИР «Можжевельник» (1959-61 гг.) и НИР «Пегас» (1961- 64 гг.).
Кроме задач противолодочной борьбы, на корабельный вертолёт ложились задачи разведки, связи, транспортировки грузов, поисково-спасательных операций. Отдельно стоит упомянуть задачу целеуказания ПКР.
Дальность работы корабельных РЛС из-за кривизны поверхности планеты ограничена естественным радиогоризонтом и составляет, в зависимости от условий, около 30-40 км. В то же время корабельные крылатые ракеты того времени вполне могли стрелять на дальность до 200 и более км, но при этом возникала проблема в целеуказании и наведении ракеты на конечном участке траектории на невидимую с корабля цель. Загоризонтное целеуказание можно было бы обеспечить, либо подняв антенну обзорной РЛС на несколько сот метров над кораблём, либо вынеся антенну на некоторое расстояние в сторону цели. Данная задача вполне успешно решалась при условии размещения РЛС и канала передачи информации на корабельном вертолёте.
Базовые параметры и компоновка вертолёта выбирались исходя возможностей планируемой силовой установки вертолёта, из условий корабельного базирования, массо-габаритных параметров бортовой электронной аппаратуры и противолодочного оружия — торпеды АТ-1. Так как габариты и вес аппаратуры не вписывалась в отведённые рамки, было принято компромиссное решение — взяв за основу вертолёт «Д», спроектировать два различных по назначению вертолёта, которые бы отличались только составом бортовой аппаратуры: вертолёт ПЛО «изделие ДБ» и вертолёт целеуказания «изделие ДЦ».
В мае 1960 года макетная комиссия утвердила макет вертолета. Была начата постройка трёх первых экземпляров: один предназначался для ресурсных испытаний (вертолёт «ДР»), второй — целеуказатель «ДЦ» и третий — противолодочный «ДБ». На лётные испытания первым поступил вертолёт «ДБ» с бортовым № 03.
21 мая 1961 года на прототипе был выполнен первый полёт по кругу.
2 июля 1961 года прототип был показан на воздушном параде в Москве. Для большей зрелищности на вертолёт были навешены грубо изготовленные макеты ракет. Западные эксперты, по-своему оценив новый  вертолёт, дали ему название «Ка-20», не имеющее отношение к действительности.
Испытания вертолёта проходили на Черном море в районе города Феодосии, на базе Центра испытаний палубной и морской авиации 3-го Управления ГК НИИ ВВС СССР, аэродром Кировское. 
В 1964 году для доводки вертолёта так же в Крыму был сформирован филиал завода № 938 МАП (затем он назывался — Феодосийский филиал УВЗ им. Н.И. Камова, предприятие п/я М-5913).
При испытаниях прототипа преследовало множество проблем. Так, из-за земного резонанса были полностью переделаны заново стойки шасси. Много проблем было по редуктору и колонке несущих винтов. Аппаратура поиска ПЛ не была готова, и вертолёт первоначально проходил заводские испытания без неё.
Решение о серийном производстве вертолёта было принято ещё до завершения этапа заводских испытаний. Подготовка к производству вертолёта началась на авиазаводе № 99 в г. Улан-Удэ.
После окончания заводских испытаний в 1964 году начались войсковые испытания вертолёта на Северном флоте, гарнизон Североморск-2. Для испытаний была оборудована площадка на о. Кильдин.
25 апреля 1965 года первый серийный вертолёт «ДБ», построенный в Улан-Удэ, выполнил свой первый полёт, а до конца года была изготовлена установочная партия из пяти вертолётов.
Подготовка первых лётчиков-инструкторов первоначально производилась на заводе в Улан-Удэ и в ОКБ Камова. Затем для подготовки вертолётчиков и изучения вертолёта был определён 555-й смешанный противолодочный полк в г. Очаков. Полк входил в состав 33-го учебного центра авиации ВМФ СССР. До конца 1966 года был готов инструкторский состав, а затем начали прибывать лётчики из строевых частей.
Тем временем в г. Николаеве УССР на Черноморском судостроительном заводе было построено два корабля — противолодочные крейсера «Москва» и «Ленинград». 25 декабря 1967 года  года ПКР «Москва», а 22 апреля 1969 года ПКР «Ленинград» вошли в состав сил флота.
11 марта 1967 года приказом ГК ВВС в 3-м Управлении НИИ ВВС (аэродром Кировское) был создан 9-й отдел — испытания вертолетного вооружения кораблей. Государственные испытания вертолетного вооружения ПКР «Москва», начатые в октябре 1967 года, возглавил начальник отдела инженер-испытатель О. А. Вороненко. Государственные испытания проводились в районе Феодосийского залива и в районе Черноморского судостроительного завода с 8 сентября по 25 декабря 1967 года.  Впервые были выявлены ограничения, отработаны рекомендации о порядке запуска двигателей и летной эксплуатации вертолетов на корабле. В 1968-1969 годах был проведен целый ряд испытаний авиационного вооружения кораблей различных проектов (БПК «Решительный», океанографическое судно «Чумикан» и др.), более 15 кораблей и судов.
Для испытаний вертолёта на корабле одиночного базирования была подготовлена плавбаза проекта 1886 «ПБ-32». Корабль переоборудовали для базирования вертолёта в Мурманске. Дальний поход группы подводных и надводных кораблей, в которую входила плавбаза, получил кодовое название «Прилив». Был выделен вертолёт Ка-25ПЛ № 04-06, и два лётных экипажа из состава ЧФ, командиры майор Н. И. Павлов и капитан В. Е. Поздеев. Для обслуживания вертолёта были назначены заводские специалисты в количестве пяти человек: руководитель бригады ведущий конструктор И. И. Сарумов, старший авиамеханик В. М. Антонов, авиамеханик по вертолету В. М. Евграфов, авиамеханик по электрооборудованию А. В. Михеев, инженер по противолодочному комплексу В. Н. Морозов, авиатехник по радиооборудованию Н. Ф. Злобарь. Экспедиция началась 17 апреля 1967 года и продлилась 175 суток. За это время вертолёт налетал в море около 100 часов. Однако, при детальном осмотре вертолёта оказалось, что дальнейшая его эксплуатация невозможна из-за коррозии конструкции, и вертолёт был списан.
В 1970 году на вертолёте Ка-25ПЛ были проведены государственные испытания авиационного поискового магнитометра АПМ-73В.
В период с 8 апреля по 4 июля 1971 года под руководством инженера-испытателя В. П. Батрака были проведены контрольно-серийные испытания вертолета Ка-25ПЛ с ППС «Байкал».
2 декабря 1971 года вертолёт Ка-25 официально был принят на вооружение.

## Производство
Вертолёт строили на заводе № 99 (в дальнейшем переименован в Улан-Удэнский авиационный завод, условное наименование — предприятие п/я Р-6759). В серии вертолёт с 1964 по 1975 год. Всего за годы производства было изготовлено 460 вертолётов в трёх основных модификациях.

## На вооружении
В СССР было построено два ПКР группового базирования — «Москва» и «Ленинград». Оба в составе Черноморского флота, 21-я бригада противолодочных кораблей. Крейсер мог  нести на борту до вертолётной эскадрильи. Помимо ПКР, в составе ВМФ СССР имелось до 40 различных кораблей одиночного базирования вертолётов.
С вступлением в строй ТАКР «Киев» и «Минск» Ка-25 базировались до замены на Ка-27.
В связи с тем, что замены вертолёту-целеуказателю Ка-25Ц в лице аналогичного варианта Ка-27 создано не было, вертолёт продолжал эксплуатироваться до середины 90-х годов. 
- 15 сентября 1969 года на ЧФ был сформирован 78-й отдельный корабельный противолодочный вертолётный полк на аэр. Донузлав. За всё время своего существования полк выполнил 19 выходов на боевую службу на ПКР «Ленинград» и 8 выходов на боевую службу на ПКР "Москва». Полк расформирован в 1996 году. Эксплуатировал Ка-25 и далее Ка-27.
- 555-й противолодочный смешанный авиаполк (исследовательско-инструкторский) на аэр. Очаков. Сформирован 10.06.1959 года. Полк организационно входил в состав 33-го ЦБП и ПЛС МА. Состав полка постоянно менялся в зависимости от круга задач, на момент переучивания вертолётчиков на Ка-25 в полку была организована третья вертолётная эскадрилья на разнотипных вертолётах. Полк вошёл в состав вооружённых сил Украины в 1992 году, расформирован в 21-м веке.
- 745-й отдельный вертолётный полк, аэр. Донское, КБФ. Полк сформирован в конце 1961 года. С 1965 года на вооружении полка стояли вертолёты Ми-4 и Ка-25. Расформирован в 1994 году.
- 830-й отдельный корабельный противолодочный вертолетный Киркенесский краснознаменный полк Северного флота, сформирован 12 июля 1954 года. Полк смешанного состава, с вертолётами корабельного и берегового базирования. В 1967 году 2-я авиационная эскадрилья полка перевооружилась на Ка-25, в 1970 году в полку было две эскадрильи на Ка-25. С 1979 года перевооружение на Ка-27.
- 710-й отдельный корабельный противолодочный вертолётный полк, аэр. Новонежино, ТОФ. Сформирован в апреле 1958, расформирован в 1998 году. Эксплуатировал Ка-15, затем Ка-25, и далее Ка-27/29.
- 175-я отдельная корабельная вертолётная эскадрилья (смешанная), аэродром Елизово, ТОФ. Последовательно вертолёты Ка-15, Ка-25 и Ка-27, которые обеспечивали деятельность Объединенной гидрографической экспедиции ОГЭ-5 (в дальнейшем 35-я бригада кораблей измерительного комплекса). Основная деятельность КИК — обеспечение запусков космических аппаратов.

## Описание конструкции

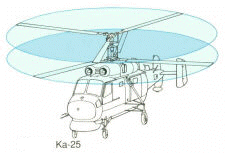
Схема конструкции Ка-25

Двухдвигательный вертолёт с соосным расположением несущих винтов и трёхкилевым вертикальным оперением. Кабина вертолета не герметичная. Экипаж вертолёта в зависимости от модификации состоит:
- Ка-25ПЛ — лётчик и штурман
- Ка-25Ц и Ка-25БТ — лётчик, штурман и бортовой техник
- Ка-25ПС — лётчик, штурман, борттехник и фельдшер-спасатель

### Фюзеляж
Фюзеляж — цельнометаллический, балочно-стрингерного типа. Состоит из передней части и хвостовой балки. В передней части находятся рабочие места лётчика (слева) и штурмана (справа), далее расположена грузовая кабина, оборудование которой зависит от варианта вертолёта. Хвостовая балка представляет собой цельнометаллический полумонокок конической формы и пристыковывается к передней части по шпангоуту № 16.
Продольный силовой набор передней части вертолёта включает четыре силовые балки (две верхние и две нижние) и два лонжерона.
Поперечный силовой набор вертолёта образован 24 шпангоутами из которых 7 силовые.
Обшивка передней части фюзеляжа из листов дюраля толщиной 0,8 мм, хвостовой балки — 3 мм.
Материал каркаса и обшивки — в основном термообработанный анодированный дюраль Д16Т. Для защиты от коррозии в условиях корабельного базирования вся конструкция фюзеляжа покрыта грунтом АГ-1 ОС.
Хвостовое оперение состоит из стабилизатора, верхнего и нижнего килей и двух киль-шайб с рулями поворота. Каркас оперения — дюралевый (на первых машинах деревянный), обшивка — смешанная: носовые части из дюраля, хвостовые — стеклоткань и полотно. Шайбы установлены под углом к продольной оси фюзеляжа. Рули поворота обтянуты полотном марки АМ-100. На нижней поверхности стабилизатора смонтированы швартовочные узлы, на верхней — кронштейны крепления лопастей в сложенном виде.
Остекление вертолёта из оргстекла, включает лобовые стёкла лётчика и штурмана, боковые нижние стёкла лётчика и штурмана и четыре окна в грузовой кабине. Лобовые стёкла оснащены стеклоочистителями и омываются спиртосодержащим раствором для предотвращения обледенения.
Для доступа в вертолёт справа и слева кабины экипажа имеются две сдвижные двери с большими блистерами, оборудованные механизмом аварийного сброса. Для входа в грузовую кабину слева по борту имеется сдвижная дверь с окном. На правом борту грузовой кабины имеется аварийный сбрасываемый люк с окном.
В передней части вертолёта снизу от шп. № 1А до шп. № 3 находится обтекатель параболической антенны РЛС «Инициатива-2К» с высоковольтным блоком. Над обтекателем расположен отсек бортового оборудования и контейнеры аккумуляторных батарей.
Под полом грузовой кабины находится оружейный отсек под одну торпеду или кассетные держатели РГБ. Также под полом расположены топливные баки. Отсек сбрасываемого вооружения в полёте закрыт двумя створками с электроприводом.
Сверху грузовой кабины от фюзеляжного шпангоута № 4 до района шп. № 13-14 находится моторно-редукторный отсек — съёмная мотогондола, в которой установлены:
- справа и слева два двигателя с входными и выхлопными устройствами
- агрегаты системы управления
- редуктор несущего винта с навесными агрегатами
- генератор переменного тока
- вентиляторная установка

Отсек закрывается откидными крышками.

### Силовая установка
Силовая установка вертолёта состоит из двух газотурбинных двигателей, первоначально ГТД-3 взлётной мощностью 500 л.с. разработки Омского моторостроительного КБ и редуктора НВ РВ-3. Так как мощность этих двигателей была признана недостаточной, на серийные вертолёты устанавливались форсированные двигатели ГТД-3Ф (взлётная мощность 900 л. с.), а с 1972 года вертолёты стали комплектоваться двигателями ГТД-3М мощностью до 1100 л. с.
Помимо вертолётов, двигатели в варианте ГТД-3Т устанавливались на бронетанковую технику — опытные танки. Позднее были разработаны танковые газотурбинные двигатели ГТД-3ТЛ. В 1965-66 годах изготовили два новых двигателя и проверили их на танке «Объект 003», представлявшем собой доработанный «Объект 432».
Двигатель ГТД-3 выполнен по двухвальной схеме с семиступенчатым осецентробежным компрессором, двухступенчатой турбиной компрессора и одноступенчатой свободной турбиной. Состоит из:
- лобового картера
- компрессора
- камеры сгорания
- компрессорной турбины
- свободной турбины
- топливной системы
- системы запуска
- системы смазки
- противообледенительной системы

Компрессор — осецентробежный, семиступенчатый (последняя ступень — центробежная). Ротор компрессора барабанно-дисковой конструкции. Соединение лопаток с дисками ротора осуществляется с помощью замков типа «ласточкин хвост». Направление вращения компрессора — левое, свободной турбины — правое. Степень повышения давления в компрессоре — 6,5. Камера сгорания — кольцевая, с вращающейся центробежной форсункой. Свободная турбина — осевая, одноступенчатая, вырабатываемую энергию передает через редуктор винта. Состоит из ротора, соплового аппарата, корпуса турбины и корпуса подшипников.
Запуск двигателя электрический, включает: стартер-генератор, катушки зажигания, пусковые свечи, сигнализатор давления; отдельно от двигателя автоматическую панель запуска и др. агрегаты.
Система смазки состоит из маслобака, маслонасоса, имеющего одну нагнетающую и четыре откачивающих ступеней, фильтров грубой и тонкой очистки, центробежного суфлера, трубопроводов, маслорадиатора.
Противообледенительная система двигателя предназначена для предотвращения образования льда на элементах входного устройства двигателя в условиях низких температур и большой влажности воздуха. Система включает в себя: обогрев входной части и внутренней поверхности маслобака; обогрев обтекателя и стоек обтекателя стартер-генератора электрическим нагревательным элементом; обогрев лопаток входного направляющего аппарата компрессора горячим воздухом.
Некоторые рабочие параметры двигателя ГТД-3Ф:
- обороты ТК на номинальном режиме — 89-91 %
- обороты ТК на режиме 0,9 от номинала — 86-88 %
- обороты ТК на холостом ходу — 65-70 %
- температура газов за турбиной на номинальном режиме, не более 620°С
- допустимое время непрерывной работы на номинальном режиме, не более — 120 мин
- допустимое время непрерывной работы на режиме холостого хода, не более — 30 мин
- допустимое время непрерывной работы на остальных режимах — не ограничено
- приёмистость двигателя от режима МГ до номинала, не более — 5 сек
- расход воздуха — 4,65 кг/с

### Трансмиссия
Трансмиссия вертолёта — это четырёхступенчатый шестерёнчатый вертолётный редуктор РВ-3, работающий в паре двумя двигателями ГТД-3 по 750 л.с.. Впоследствии двигатели были форсированы до 900 л. с. и получили индекс ГТД-3Ф, а редуктор — РВ-3Ф. Затем мощность двигателей ГТД-3М возросла до 1100 л. с., а редуктор стал называться РВ-3М. Редуктор разработан в Омском моторостроительном КБ, главный конструктор редуктора — Глушенков В. А.
Редуктор — это самостоятельный вертолётный агрегат в закрытом корпусе. Монтируется на вертолёте посредством десяти кронштейнов, подмоторной рамы и системы подкосов. Система смазки редуктора автономная под давлением. Поддон корпуса редуктора является маслосборником.
Редуктор редуцирует обороты свободной турбины двигателя 19 000 об/мин в рабочие обороты несущих винтов 237 об/мин. Помимо привода НВ, редуктор приводит (через коробку приводов) следующие агрегаты вертолёта: гидронасос автономной рулевой системы АРС-10, электрогенератор СГС-40У, пневмокомпрессор АК-50Т, гидронасос 435ФТ, вентилятор и тормоз несущих винтов, тахометр несущих винтов ДТЭ-1.
Для возможности работы винтов вертолёта на авторотации или на одном двигателе в редукторе предусмотрено две обгонные муфты.
В качестве смазочной жидкости в редукторе используется маслосмесь из трансформаторного масла (или МК-8) и масла МС-20 (МК-22). Заправочная ёмкость 30 литров. Срок службы масла — 100 часов. Ограничения на запуск двигателей вертолёта по температуре: на летней смеси не холоднее 0 градусов, на зимней смеси не ниже −15°С.
Сухой вес редуктора — 560 кг. Габариты: длина 945 мм, ширина 960 мм, высота 2773 мм.

### Несущая система
Несущая система вертолёта состоит из двух трёхлопастных винтов диаметром 15,74 м, расположенных соосно, и колонки несущих винтов. Верхний винт вращается по часовой стрелке (вид сверху), нижний против.
Лопасти прямоугольной в плане формы. Длина лопасти 7,085 м, хорда 0,37 м, профиль NACA-230-12 двояковыпуклый несимметричный с постоянной относительной толщиной 12 %.
Каждая лопасть состоит из пустотелого дюралевого лонжерона (сплав АДЗЗ), к задней кромке которого приклеено 19 хвостовых секций с сотовым заполнителем из алюминиевой фольги, образующих профиль лопасти. Передние кромки лопастей оклеены резиной для защиты от износа. Лопасти оборудованы электрической противообледенительной системой, пневматической сигнализацией трещин в лонжеронах, балансировочными и противофлаттерными грузами. На лопастях верхнего винта расположены контурные огни. Управление углами установки лопастей осуществляется при помощи верхнего и нижнего автоматов перекоса..
Колонка винта предназначена для крепления верхнего и нижнего несущих винтов (НВ), передачи вращающих моментов и управления лопастями. Колонка смонтирована на валах редуктора РВ-ЗФ и состоит из втулок верхнего и нижнего НВ, верхнего и нижнего автоматов перекоса, верхней и нижней ползушек. На втулках НВ расположены механизмы складывания лопастей — две лопасти поворачиваются вокруг вертикального шарнира в сторону хвостовой балки.

### Противообледенительная система
Обледенение лопастей несущих винтов в полёте предотвращает электрическая противообледенительная система. Воздухозаборники двигателей обогреваются тёплым воздухом.

### Топливная система
Топливная система вертолёта Ка-25ПЛ состояла из 8 мягких топливных баков, расположенными под полом грузового отсека, насосов подкачки, насосов-регуляторов, автоматов запуска и разгона, др. узлы и агрегаты. Полная заправка топливом у Ка-25ПЛ — 1105 кг, у Ка-25Ц — 1705 кг. Баки объединены в 4 группы по 2 шт. При перелётах на вертолёт возможна подвеска по бортам двух дополнительных баков по 200 кг. При боевом применении вертолёта ДБ с загрузкой торпедой или противолодочными бомбами типовая заправка топливом составляла 765 кг, что хватало на два часа полёта.
Заправка вертолёта централизованная под давлением или пистолетная побаково. Централизованная заправка не обеспечивает полное заполнение баков топливом.

### Гидравлическая система
Управление ориентацией лопастей винтов, отклонение плоскостей рулей поворота, а также уборка и выпуск шасси (только на Ка-25Ц) осуществляется с помощью гидросистем вертолёта. Гидравлическая система вертолёта представлена двумя независимыми разнесёнными системами, основной АРС-10Б и аварийной АСП-10В. Непосредственное управление ложится на четыре гидроусилителя. Каждая из систем скомпонована в едином блоке, объединяющем все агрегаты и установки в единое целое.

### Шасси вертолёта
Шасси вертолёта четырёхопорное, не убирающееся в полёте. Техническим заданием на разработку вертолёта предписывалось осуществление посадки на палубу судна при боковой и килевой качке 10° и 3° соответственно, и ветре до 18 м/с. Для обеспечения безопасной посадки в таких условиях основные опоры шасси разнесены в стороны и смещены назад для устранения опрокидывания машины на хвост.
Колёса основных опор размерностью 600×180 мм, тормозные. Передние колёса самоориентирующиеся, нетормозные, размером 400×150 мм. База шасси 3,02 м. Колея передних и задних колёс 1,41 м и 3,5 м соответственно. Тормоза колёс на основных стойках — пневматические, действуют от рычага на ручке циклического шага.
Для обеспечения аварийной посадки вертолёта на воду на стойках шасси были смонтированы многосекционные (2-х секционные передние и 4-х секционные задние) баллонеты, наполняющиеся сжатым воздухом из трёх баллонов в течение 3-4 секунд. Особенность заполнения баллонет заключалась в том, что воздух из баллонов, проходя через эжекторы, засасывал также и забортный воздух таким образом, что баллонеты заполнялись забортным воздухом на 60 и более процентов.
Баллонеты создавали значительное аэродинамическое сопротивление и весили 260 кг, поэтому впоследствии они были демонтированы с вертолётов..
На вертолёте-целеуказателе Ка-25Ц только передние стойки шасси поджимались к фюзеляжу в направлении хвостовой части, дабы исключить помехи работе вертолётной РЛС.

### Электрооборудование
Источником переменного тока на вертолёте является генератор СГС-40ПУ мощностью 40 кВт, выдающий ток напряжением 208 вольт. В аварийной ситуации используется преобразователь ПТ-1000ЦС мощностью 1000 Вт, выдающий ток напряжением 36 В. Оба устройства вырабатывают ток с номинальной частотой 400 Гц. Потребители постоянного тока снабжаются от двух стартер-генераторов СТГ-6М, вырабатывающих ток напряжением 28,5 В и двух аккумуляторных батарей 15-СЦС-45А.

### Приборное и фото оборудование
На рабочих местах лётчика и штурмана установлена приборная доска лётчика, приборная доска штурмана, средняя приборная доска, центральный пульт, верхний пульт. На вертолётах противолодочной модификации в грузовой кабине оборудовалось второе рабочее место штурмана с пультами.
Приборное оборудование вертолёта: указатели скорости УС-250, высотомеры ВД-10, датчик высоты ДВ-15М штурмана, вариометр ВАР-30МК, авиагоризонты АГК-47ВК, курсовая система КС-ЗБ, магнитный компас КИ-13, часы АЧС-1, термометр наружного воздуха ТНВ-45, указатель параметров висения системы УПВ-2, центральная гировертикаль ЦГВ-5, рентгенометр ДП-25, топливомер ТПР-1-4, указатель оборотов двигателей ИТК-3, указатель оборотов несущих винтов ИТЭ-1, указатель термометра выходящих газов 2ТВГ-3-1 из к-та аппаратуры 2ТВГ-364-5, указатель манометра маслосистемы редуктора УИ-1-8ТР из к-та ДИМ-8, указатель манометра пневмосистемы УИ-1-80ТР из к-та ДИМ-80, индикатор положения общего шага винтов ИП-11-12, задатчик температуры ЗТ-1-9 из к-та РТА-16-7, индикатор положения продольного триммера ИП-11-14 и проч. приборы и оборудование.
Для автоматизации управления полётом на Ка-25 был установлен четырёхканальный электрический автопилот АП-114А (на целеуказателе — АП-114Ц) с исполнительными механизмами автопилота типа раздвижная тяга РАУ-107А. Автопилот включён весь полёт от взлёта до посадки и позволяет стабилизовать движение вертолёта в пространстве, а также он поддерживает заданную высоту висения и вертикальность кабель-троса опускаемой гидроакустической станции по сигналам от указателя параметров висения.
В хвостовой балке вертолёта снизу между шп. № 18 и № 19 мог монтироваться аэрофотоаппарат А-39, для доступа к которому слева на балке был сделан эксплуатационный люк.

### Аппаратура регистрации данных
Двухканальный механический самописец скорости и высоты К2-715.

### Радиоэлектронное оборудование
- Радионавигационное оборудование: автоматический радиокомпас АРК-9, радиовысотомер малых высот РВ-3.
- Радиосвязное оборудование: УКВ радиостанция Р-842 (в дальнейшем заменена на Р-862), командная УКВ-радиостанция Р-860
- Аварийная УКВ радиостанция Р-855у «Прибой-1»
- Самолётное переговорное устройство СПУ-7
- Самолётный магнитофон МС-61Б

### Противолодочное оборудование (вертолёт ДБ)
Стандартный Ка-25ПЛ оборудовался поисково-прицельной системой (ППС) «Байкал», которая состояла из РЛС «Инициатива-2К», опускаемой гидроакустической станции (ОГАС) ВГС-2, прицельно-вычислительного устройства ПВУ-В-1 «Жасмин», радиоприёмника маяков-ответчиков РПМ-С. Всё это оборудование работало взаимосвязано. Также на борту вертолёта были так называемые автономные средства поиска ПЛ: радиогидроакустическая система «Баку». Вместо опускаемой ГАС ВГС-2 на вертолёт мог устанавливаться опускаемый магнитометр АПР-60 «Орша» с соответствующей приемной аппаратурой на борту (затем заменён на более совершенный АПМ-73).
По мере наработки опыта эксплуатации в части поиска ПЛ вертолёт непрерывно совершенствовался, менялась аппаратура и средства поиска и поражения. Так, только по бортовой аппаратуре Ка-25ПЛ было проведено 2 комплекса доработок и выпущено порядка 1000 бюллетеней.
Краткое описание систем:
- Радиолокационная станция «Инициатива-2К» — вертолётная модификация самолётной РЛС «Инициатива-2» (стояла в частности на самолётах Ан-8 и Ту-124, в дальнейшем разработан ряд модификаций РЛС под разные типы). РЛС была разработана киевским ОКБ-483 МАП (в дальнейшем переименован в Киевский научно-исследовательский институт радиоэлектроники, или НИИ «Квант»).

«Инициатива-2К» — панорамная станция кругового обзора сантиметрового диапазона. Мощность в импульсе — 55 кВт, дальность обнаружения больших кораблей и летательных аппаратов достигала 220 км, разрешающая способность позволяла обнаруживать перископы ПЛ на расстоянии 10-20 км, спасательный плотик — 15 км. РЛС применялась также для прицельного бомбо- и торпедометания по целям в условиях плохой видимости, вывода вертолета в точку сбрасывания средств поражения.
- Радиоприемник маяков-ответчиков РПМ-С с радиолокационными буями типа «Поплавок-1А». РПМ-С в сопряжении с РЛС «И-2К» использовался для привода вертолёта в заданную точку по сигналу выставленного в море буя. Буй выставлялся вертолётом поискового варианта в месте обнаружения ПЛ и по радиосигналу на буй наводился вертолёт ударного варианта (как вариант).

Как правило, Ка-25ПЛ нес одну кассету с тремя РЛБ на заднем держателе внешней подвески (по правому борту). Буй сбрасывался штурманом с высоты до 200 м и в течение 20 мин давал сигнал, устойчиво фиксируемый приёмником на дальностях 0,3-25 км.
- Вертолетная гидроакустическая станция ВГС-2 «Ока» разрабатывалась в киевском НИИ-753 (п/я Р-6292). Она состояла из бортовой аппаратуры управления, лебедки ЛПГ-6 с кабель-тросом длиной 125 м и опускаемого в море гидрофона «Прибор 10». В опускаемой части находилась вращающаяся акустическая антенна, обеспечивающая прием шумов при шумопеленговании и излучение/прием акустических импульсов в режиме эхопеленгования. Полученные шумосигналы передавались по кабелю на бортовую аппаратуру вертолета, где после соответствующего усиления и преобразования отражались звуковым сигналом в шлемофоне штурмана и на электронном индикаторе. Дальность обнаружения ПЛ в любом режиме не превышала 6 км.

- Радиогидроакустическая система «Баку» состояла из самолётного[14] приёмного устройства СПАРУ-55 с панорамным приёмоиндикатором. СПАРУ-55 — это радиоприемник УКВ диапазона частот 49,2 — 53,4 МГц с шаговой автоматической перестройкой на 18 фиксированных частот (каналов), снабженный автоматическим радиокомпасом для вывода вертолёта на привод по месту работающего передатчика сброшенного радиогидробуя. Классификация принятой информации от буев производилась штурманом при их прослушивании, то есть штурман вертолёта должен был иметь подготовку и навыки гидроакустика. Применялись два типа сбрасываемых буев — РГБ-Н «Ива» и РГБ-НМ «Чинара».

- Прицельно-вычислительное устройство ПВУ-В-1 «Жасмин» — это аналоговый вычислитель для расчёта и автоматического вывода вертолёта в точку сброса оружия (через автопилот).

### Противолодочное вооружение
Нормальная торпедно-бомбовая загрузка противолодочного вертолёта составляет 650 кг, при массе полезной нагрузки до 1300 кг.
Варианты вооружения вертолёта делились на ударный или поисковый, и предусматривали подвеску в отсек вооружения одной торпеды АТ-1(М), или 4 противолодочных бомб ПЛАБ-250-120, или 8 бомб ПЛАБ-50, или двух кассет КД1-25Ч с 36 радиогидроакустическими буями РГБ-НМ или РГБ-НМ-1 (одна полностью снаряженная кассета рассчитана на 18 буев).
Основным торпедным вооружением вертолёта стала электрическая авиационная торпеда АТ-1. Разработка торпеды ПЛАТ-1 (АТ-1) велась в НИИ-400 по Постановлению СМ СССР № 111—463 от 13 октября 1960 года: «О создании новых образцов противолодочного вооружения». Торпеда была разработана на базе корабельной торпеды СЭТ-40. Серийное производство торпеды АТ-1 велось на заводе «Дагдизель» в г. Каспийск. Изготовлено 925 торпед.
Торпеда АТ-1 имела калибр 450 мм, длину — 3,93 метра, массу 550 кг и несла боевую часть массой 70 кг. Торпеда приводилась в движение электродвигателем постоянного тока, питаемым от ампульных серебряно-цинковых аккумуляторных батарей одноразового действия типа ТС-4 (масса серебра в батареях — 8 кг).
После сброса и приводнения на парашюте торпеда заглубляется на заранее заданную глубину и ложится на левую циркуляцию, приступая к акустическому поиску цели. Торпеда способна самостоятельно засечь цель на дальности до 500 метров на глубине от 20 до 200 м, и пройти под водой до 5 километров со скоростью 27 узлов. При потере контакта торпеда вновь переходит в режим поиска цели на циркуляции до восстановления контакта с целью. Если в течение 9-10 мин цель не поражена, торпеда самоликвидируется.
В 1970 году на вооружение поступила новая противолодочная торпеда ВТТ-1 «Стриж», созданная на базе торпеды АТ-1 и отличавшаяся установкой на неё системы телеуправления. Система самонаведения торпеды — акустическая активно-пассивная. Взрыватель неконтактный. Телеуправление торпедой осуществлялось по однопроводной линии связи — кабель-тросу ВГС-2, разматываемому с двух катушек — на вертолете и на торпеде. Сброс торпеды осуществлялся с зависшего над морем вертолёта на высоте 10-15 метров. В 1976 году вертолёт Ка-25ПЛС с системой управления «Стриж-К» был принят на вооружение.
Начиная с 18-й серии, Ка-25ПЛ (вариант Ка-25ПЛЮ) мог вместо обычных бомб нести в бомбоотсеке одну специальную (то есть ядерную) глубинную бомбу 8Ф-59, иначе обозначаемую как РЮ-2. Эта бомба способна поражать подводные лодки противника в радиусе 1,7…3 километра от места подрыва.
На внешнюю подвеску можно было подвесить ориентирные авиабомбы ОМАБ-25-12Д (дневная) или ОМАБ-25-8Н (ночная) в количестве 4 шт. Бомбы подвешивались на передних боковых внешних держателях справа и слева (по две на каждом).
Бомба ОМАБ-25-12 — это буй, представляет собой тонкостенный металлический контейнер с положительной плавучестью, заполненный внутри химическим веществом уранином — динатриевая соль флуоресцеина. Уранин — химический краситель, хорошо растворяющийся в воде. При попадании в морскую воду вокруг ОМАБ на поверхности воды расплывается стойкое яркое оранжево-зелёное пятно, хорошо видимое с воздуха.
Бомба ОМАБ-25-8Н — это также буй, по сути это плавающая на поверхности воды ацетиленовая горелка. Внутри буй заполнен карбидом кальция, который при попадании в воду начинает выделять ацетилен. Поджигание ацетилена происходит также от химической реакции с водой шашкой инициирующего вещества. Горящий на поверхности моря факел хорошо заметен с воздуха в ночное время.
В 80-х гг. вооружение Ка-25ПЛ было усилено корректируемыми глубинными бомбами КАБ-250ПЛ и новыми противолодочными ракето-торпедами АПР-2, разработанными на основе самолётной ракето-торпеды АПР-1 (носители — самолёты Ил-38 и Ту-142).
Ракето-торпеда АПР-2 калибра 350 мм, длина 3,7 м, масса 575 кг. Масса фугасной БЧ — 80 кг, взрыватель неконтактный. Ракето-торпеда способна поражать ПЛ при глубине погружения цели в диапазоне 15-600 м и скорости хода до 43 узлов, при вероятности поражения 70-85 %. Ракето-торпеда после сброса и входа в воду осуществляет поиск цели в пассивном режиме, выполняя циркуляцию. После обнаружения цели ГСН запускается ракетный твердотопливный двигатель и ракето-торпеда атакует цель на скорости 43 узла (хотя способна развить скорость под водой до 62 узлов). При промахе ракето-торпеда самоликвидируется. АПР-2 до была принята на вооружение в 1976 году.

### Средства жизнеобеспечения и спасения
На всех модификациях вертолёта в чашках кресел уложены парашюты С-4Б с аварийным запасом НАЗ-7 и надувной лодкой МЛАС-1-ОБ. Полеты над морем экипаж выполняет в морских спасательных костюмах МСК-3 (МСК-ЗМ).
На поисково-спасательной модификации Ка-25 в грузовой кабине был оборудован отсек, в котором монтировалось сиденье медработника, носилки, бортовая аптечка, кислородный прибор, термос, судно. Для спасения с воды и подъёма на борт вертолёта людей в районе входной двери грузового отсека устанавливалась стрела для подъёма грузов с электрической лебёдкой с выносным пультом управления, страховочные пояса, ложемент (подъёмное сидение), верёвочная лестница, спасательная лодка. Лётный экипаж вертолёта состоял из лётчика, штурмана, бортового техника-оператора и фельдшера-спасателя.

## Модификации

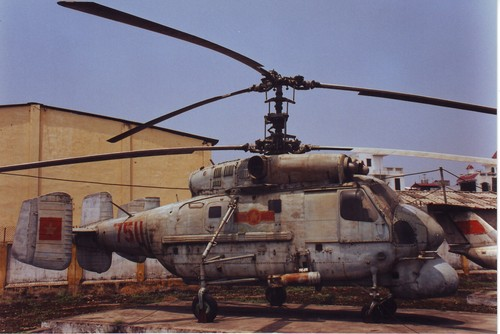
Ка-25БШЗ в музее ВВС Вьетнама, Ханой, 2009 год.

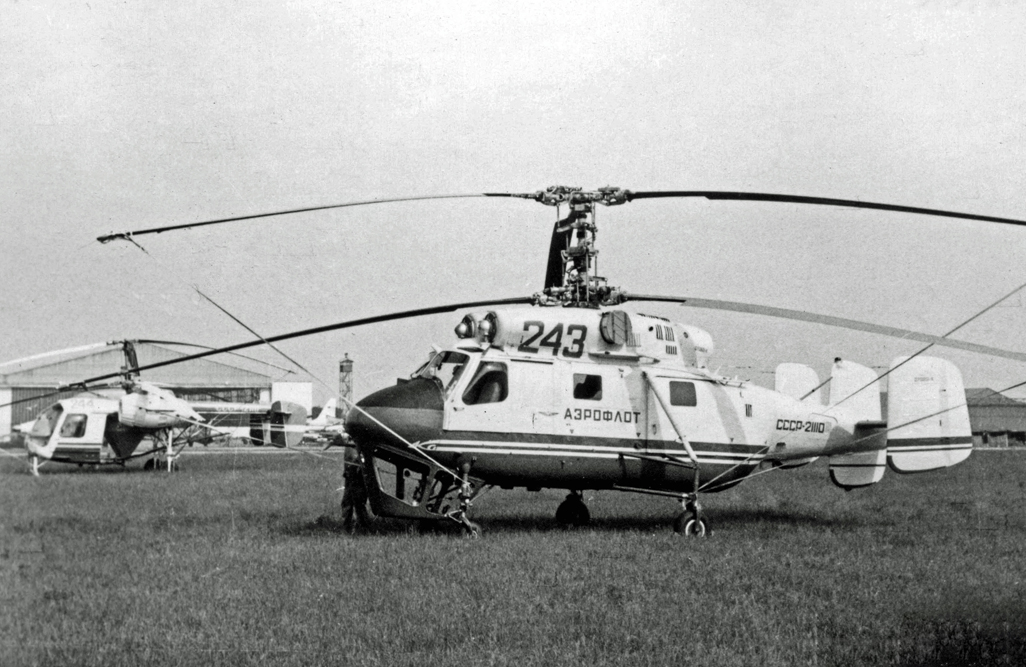
Ка-25К на 27-м Международном авиасалоне в Ле-Бурже, 1967 год.

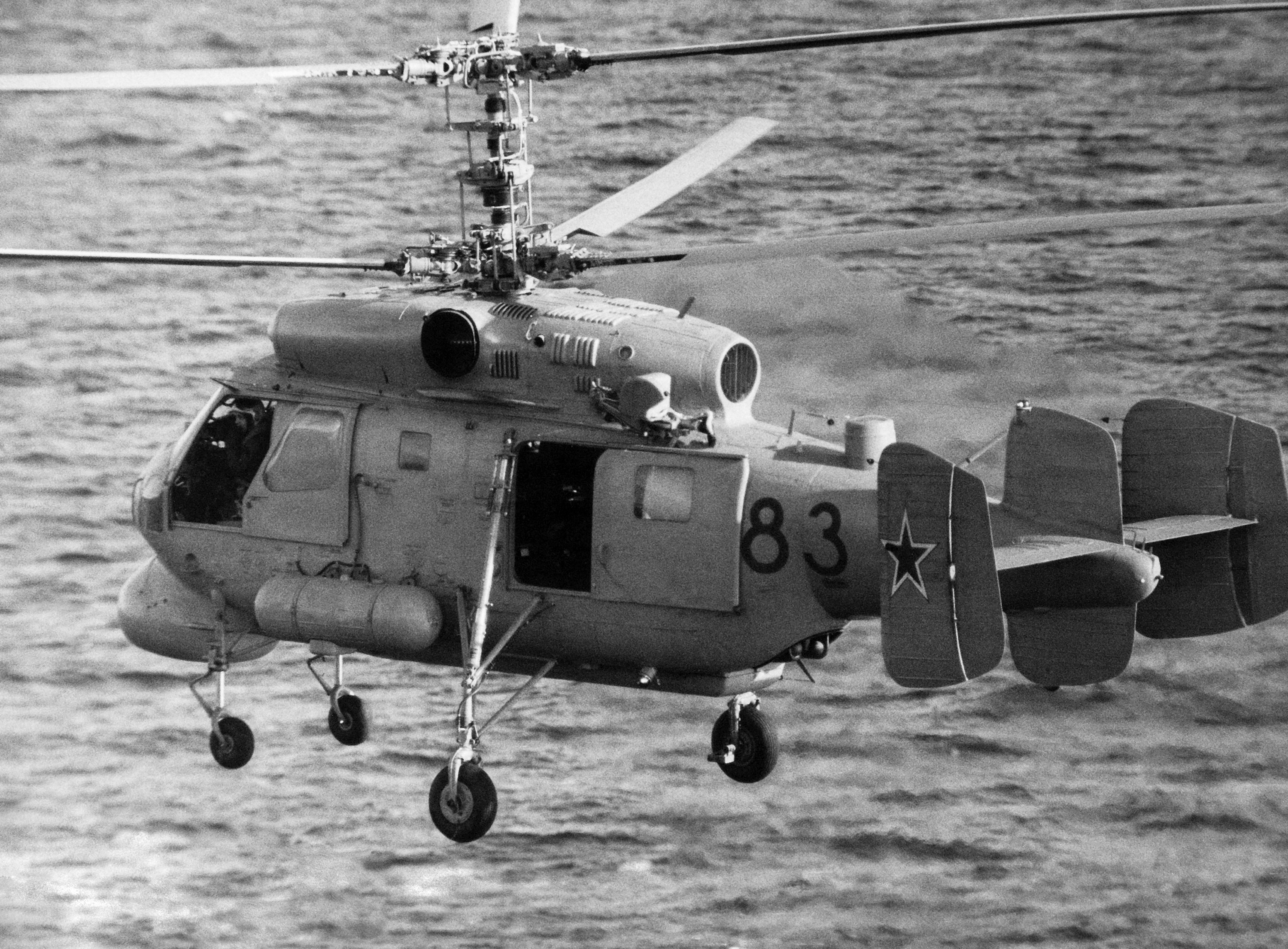
Ка-25ПЛ авиации ВМФ СССР, 1985 год.

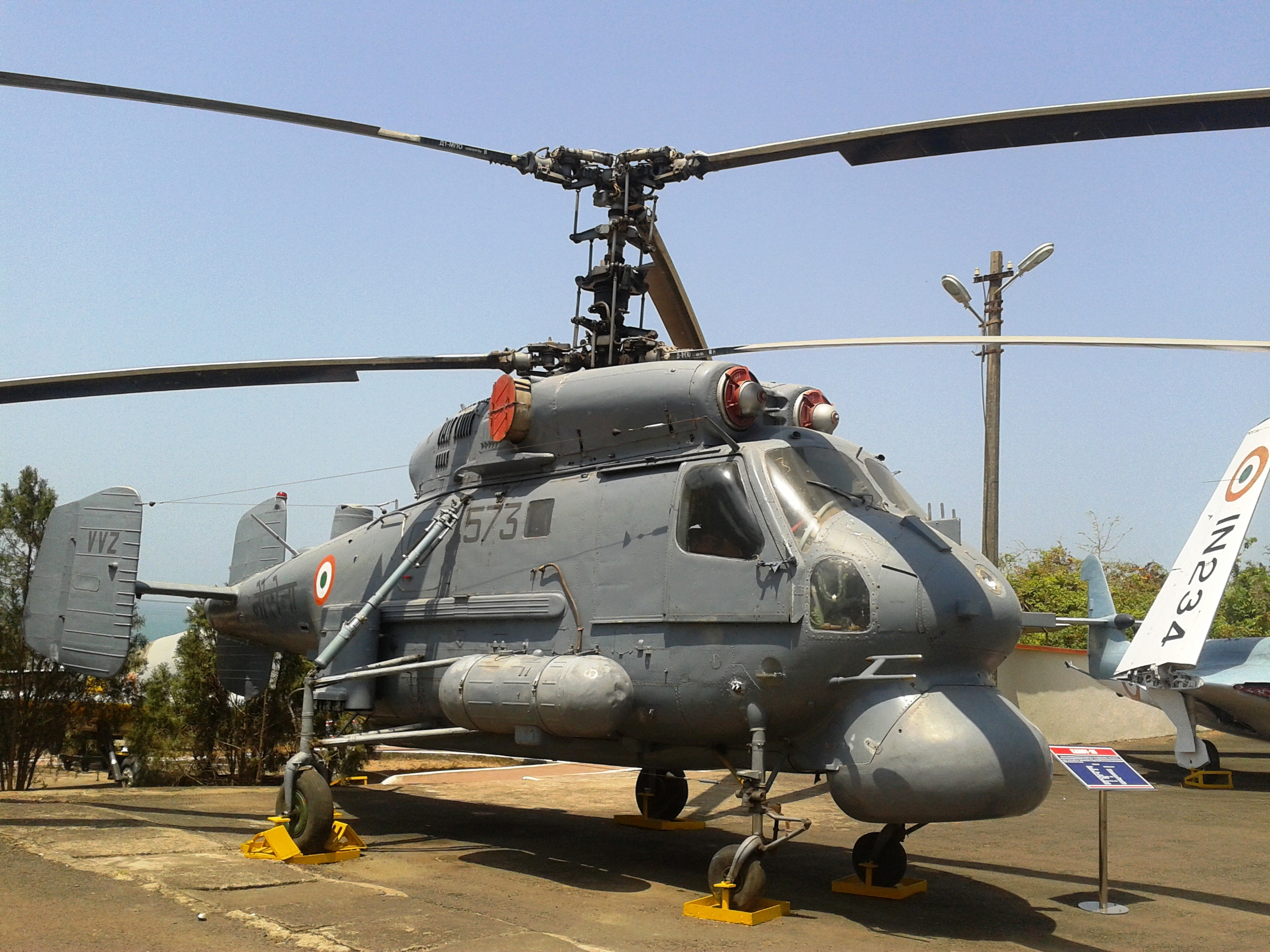
Ка-25ПЛ в музее авиации ВМС Индии, 2012 год.

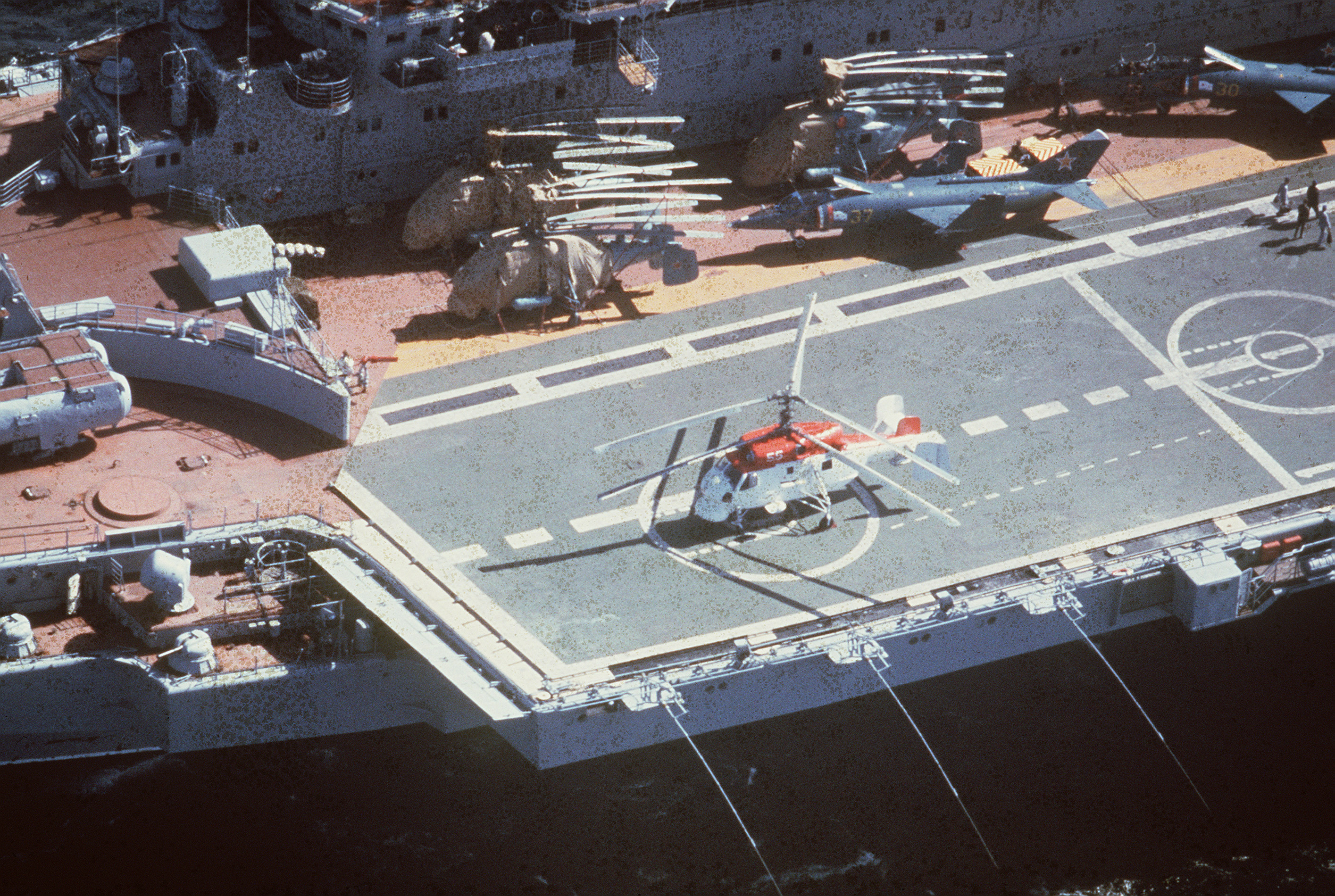
Ка-25ПС на палубе авианесущего крейсера «Минск», 1986 год.

| Название модели                               | Краткие характеристики, отличия. |
| --------------------------------------------- | --- |
| Ка-25 (Hormone по классификации НАТО)         | Базовая модификация, созданная в целях испытания и проверки возможности реализации вертолёта, соответствующего техническому заданию. Впоследствии весь акцент разработчики перенесли на Ка-25ПЛ. |
| Ка-25БТ (БТ — буксировщик трала)              | Модификация Ка-25 для разминирования акваторий от электромагнитных и акустических мин путём траления. 12 вертолётов данной модификации принимали участие в международной операции по разминированию Суэцкого залива. |
| Ка-25БШЗ (БШЗ — буксировщик шнуровых зарядов) | Модификация Ка-25 для разминирования акваторий от донных мин посредством буксировки шнуровых зарядов. Создан на основании постановления от 8 мая 1973 года. |
| Ка-25ИВ                                       | Ка-25ПЛ, переоборудованный для измерения траекторий и координат падения головных частей баллистических ракет. Построен на основании постановления от 18 июня 1962 года. Всего переоборудовано 6 экземпляров. |
| Ка-25ИСК                                      | Модификация Ка-25 для юстировки корабельных радиолокационных станций. Создан на основании постановления от 10 марта 1971 года. |
| Ка-25К                                        | Модификация Ка-25 для перемещения грузов. На вертолёте упразднена аппаратура военного назначения, а в носовой части фюзеляжа установлена подвесная кабина для оператора погрузки, который в состоянии управлять вертолётом во время погрузочных работ. Машина способна транспортировать на внешней подвеске груз массой до 2 тонн, а внутри фюзеляжа до 1,5 тонн. |
| Ка-25Л1 (Л — лаборатория)                     | Модификация Ка-25 для проведения гидрологических исследований. |
| Ка-25Л2 (Л — лаборатория)                     | Модификация Ка-25 для исследований и испытаний опускаемых гидроакустических станций. Создан на основании постановления от 12 мая 1971 года. |
| Ка-25ЛЗ                                       | Модификация Ка-25 для испытания новых типов противолодочных вооружений. Создан на основании постановления от 28 октября 1970 года. |
| Ка-25М                                        | Проект многоцелевого вертолёта на базе Ка-25. Реализован не был. |
| Ка-25ПЛ (Hormone-А по классификации НАТО)     | Основная модификация вертолёта Ка-25. Вертолёт предназначен для поиска и уничтожения атомных подводных лодок бортовыми средствами обнаружения и поражения на удалении около 200 км от корабля базирования. Всего было выпущено 275 машин этой модификации. Вертолёт оборудован опускаемой гидроакустической станцией ВГС-2 «Ока» в задней части фюзеляжа, поисковой РЛС «Инициатива-2К» в носовом обтекателе и радиогидроакустической системой «Баку» с приёмным устройством СПАРУ-55 «Памир». Также на машинах данной модификации установлен радиоприёмник маяков-ответчиков РПМ-С, взаимодействующий с радиолокационными буями типа «Поплавок-1А». В поисковом варианте вертолёт может переносить и применять до 36 сбрасываемых радиогидроакустических буёв типа РГБ-Н «Ива», РГБ-НМ «Чинара» или РГБ-НМ1 «Жетон», расположенных в контейнере по правому борту за стойкой основного шасси. Вертолёт может быть вооружён торпедами типа АТ-1, АТ-1М, Т-67, ракето-торпедой АПР-2 или противолодочными авиабомбами (ПЛАБ 250—120,-50,-МК). |
| Ка-25ПЛС                                      | Противолодочный вертолёт для использования торпеды ВТТ-1 «Стриж». Создан на основании постановления от 5 августа 1970 года и принят на вооружение в 1976 году. Особенность торпеды «Стриж» заключается в управлении по проводам. На вертолёте оборудована аппаратура передачи данных «Аист-К». |
| Ка-25ПЛФ                                      | Модификация Ка-25ПЛ, оснащённая форсированными двигателями. |
| Ка-25ПЛЭ                                      | Поисковый вертолёт, полученный путём переоборудования Ка-25ПЛ. Создан на основании постановления от 10 июля 1967 года. Использовался для поиска космических аппаратов, приводнившихся в Индийском океане. |
| Ка-25ПЛЮ                                      | Вертолёт для борьбы с подводными лодками при помощи глубинной атомной бомбы 8Ф-59, для размещения которой подвергся переоборудованию бомбоотсек. |
| Ка-25ПС (Hormone-C по классификации НАТО)     | Поисково-спасательная модификация Ка-25, созданная путём демонтажа оборудования с Ка-25ПЛ и призванная действовать в интересах Министерства обороны. Проектирование машины началось на основании приказа Комиссии Президиума Совета Министров СССР от 28 июня 1972 года. С машины демонтировано специальное оборудование, но установлена лебёдка грузоподъёмностью 250 кг, оснащённая корзиной для подъёма людей, а также дополнительное осветительное оборудование и приводная радиостанция для пеленгации аварийных радиомаяков. |
| Ка-25РОМБ                                     | Модификация Ка-25 для проведения радиотехнической разведки. Построен на основании договора от 1975 года. |
| Ка-25Ф                                        | Проект фронтового вертолёта на базе Ка-25, оснащённого лыжным шасси и вооружённого 23-мм пушкой, блоками НАР и ПТУР. |
| Ка-25Ц (Hormone-B по классификации НАТО)      | Вертолёт целеуказания, призванный действовать в интересах береговых или корабельных командных пунктов, сообщая им координаты целей, не доступных для непосредственного радиолокационного обнаружения. Данная модификация вертолёта разрабатывалась одновременно с модификацией Ка-25ПЛ, поскольку в процессе разработки единого морского вертолёта оказалось невозможным совместить функции противолодочной обороны и целеуказания в одном вертолёте, не выходя за установленные ограничения по массе и габаритам. Вертолёт данной модификации совершил первый полёт 21 марта 1962 года. Всего было построено 50 машин данной модификации. Ка-25Ц отличается от Ка-25ПЛ установкой РЛС кругового обзора, смонтированной в носовом обтекателе, и автоматической системы передачи данных. Данные системы являются составной частью вертолётно-корабельного комплекса разведки и целеуказания «Успех». Вертолёт способен патрулировать акваторию на удалении до 200 км от корабля базирования, производить радиолокационный дозор и целеуказание в радиусе 250 км и обеспечивать ретрансляцию в радиусе 250 км. На вертолёте упразднены бомболюки (на их месте оборудованы дополнительные топливные баки) и системы, необходимые для обнаружения подводных лодок. Стойки шасси сделаны убирающимися в полёте для исключения затенения РЛС. Также на борту смонтирована лебёдка, позволяющая использовать вертолёт в качестве поисково-спасательного. Проведённые модификации позволили снизить массу машины и увеличить запас топлива, что вылилось в большую дальность полёта и увеличенное время патрулирования. |
| Ка-25Ш                                        | Вертолёт огневой поддержки сухопутных сил и морских десантов. Вооружён блоками неуправляемых авиационных ракет (НАР). Построен на основании решения Министерства Обороны от 21 февраля 1975 года. |

## Тактико-технические характеристики
Приведённые характеристики соответствуют модификации Ка-25ПЛ.
Источник данных: 

Технические характеристики
- Экипаж: 2
- Пассажировместимость: 12 пассажиров (вариант ПС)
- Длина:
- Длина фюзеляжа: 9,75 м
- Диаметр несущего винта: 15,74 м
- Диаметр рулевого винта:
- Размах крыла:
- Максимальная ширина фюзеляжа: 3,76 м
- Высота: 5,37 м
- Площадь, ометаемая несущим винтом:
- База шасси:
- Колея шасси:
- Масса пустого: 4765 кг
- Нормальная взлётная масса: 6970 кг
- Максимальная взлётная масса: 7140 кг
- Масса топлива во внутренних баках: 1460 кг
- Силовая установка: 2 × турбовальных ГТД-3Ф
- Мощность двигателей: 2 × 900 л. с. (на взлётном режиме)
  - на чрезвычайном режиме:  
  - на крейсерском режиме: 738 л. с.

Лётные характеристики
- Максимальная скорость: 220 км/ч
- Крейсерская скорость: 185 км/ч
- Боевой радиус: 200 км
- Практическая дальность: 450 км
- Продолжительность полёта:
- Перегоночная дальность: 650 км (с ПТБ)
- Практический потолок: 4000 м
- Статический потолок: 600 м
- Динамический потолок: 4500 м
- Максимальная эксплуатационная перегрузка:

Вооружение
- Боевая нагрузка: 1100 кг

## Боевое применение
- Международная операция по очистке Суэцкого канала — в 1974 году 12 советских Ка-25БТ разминировали Суэцкий канал после Войны Судного дня, выполнив 188 вылетов.
- Гражданская война в Ливане (1975—1990)
- Югославские войны (1991—2001)

## Операторы

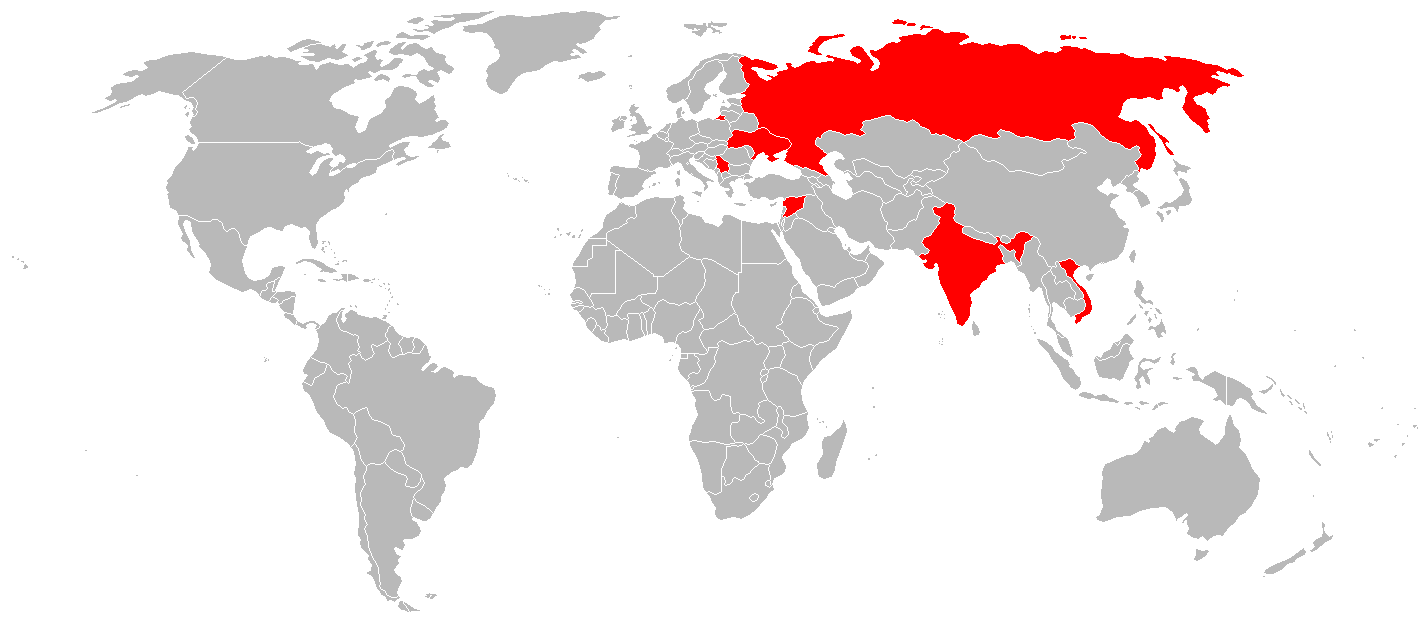
Страны-операторы Ка-25

### Снят с вооружения
- СССР — находился на вооружении вплоть до развала страны в 1991 году
- Россия — Ка-25Ц находился на вооружении до середины 1990-х годов
- Украина — после раздела Черноморского флота в 1997 году Украине досталось 28 Ка-25 (18 Ка-25ПЛ, 2 Ка-25БШЗ, 2 Ка-25Ц, 3 Ка-25ПН и 3 Ка-25У)[15]
- Болгария — 4 Ка-25 были поставлены с 1984 по 1991 год[16]
- Вьетнам — 17 Ка-25 поставлены с 1979 по 1984 год[16]
- Югославия — 12 Ка-25ПЛ поставлены в 1975 году. Применялись в ходе боевых действий гражданской войны в 1991 году.[16]
- Индия — 7 Ка-25 поставлены в 1980 году в эскадрилью INAS 333. В 1986 году на замену Ка-25 поставлено 10 вертолётов Ка-27ПЛ[16]
- Сирия — 5 Ка-25 поставлены в 1974 году[16]

## Оценка проекта
Вполне удачным был признан только вертолёт-целеуказатель Ка-25Ц. Тральщики и измерители командованием ВМФ оценивались по основным параметрам удовлетворительно. Основная противолодочная модификация Ка-25ПЛ признана неудовлетворительной, как неспособная в полной мере к выполнению основной задачи — поиску ПЛ, что и подстегнуло работы над созданием нового корабельного вертолёта — Ка-27.